# Kraj Permski
Kraj Permski (ros. Пермский край) – jednostka administracyjna Federacji Rosyjskiej.

## Strefa czasowa
Kraj Permski należy do jekaterynburskiej strefy czasowej (YEKT): do 25 października 2014 UTC+06:00 przez cały rok, od 26 października 2014 UTC+05:00 przez cały rok. Jeszcze wcześniej, przed 27 marca 2011 roku, obowiązywał czas standardowy (zimowy) strefy UTC+05:00, a czas letni – UTC+06:00.

## Historia
Kraj powstał 1 grudnia 2005 w wyniku połączenia Komi-Permiackiego Okręgu Autonomicznego (obecnie Okręg Komi-Permiacki) i obwodu permskiego.

## Ludność
Kraj Permski zamieszkuje 2 635 280 osób (2013 r.), 2 635 276 osób (2010 r.), 2 769 805 osób (2005 r.), 2 878 903 osób (2000 r.), 2 963 942 osób (1995 r.), 3 027 958 osób (1990 r.), 3 011 540 osób (1979 r.), 2 992 876 osób (1959 r.), 2 994 302 osób (1897 r.).
83,16% ludności stanowią Rosjanie; 4,38% stanowią Tatarzy (2010 r.).
Narodowości liczące powyżej pięciuset osób:
| Naród                                                                      | liczebność |
| -------------------------------------------------------------------------- | ---------- |
| Rosjanie                                                                   | 2.191.423  |
| Tatarzy                                                                    | 115.544    |
| Komi-Permiacy                                                              | 81.084     |
| Baszkirzy                                                                  | 32.730     |
| Udmurci                                                                    | 20.819     |
| Ukraińcy                                                                   | 16.269     |
| Białorusini                                                                | 6.570      |
| Niemcy                                                                     | 6.252      |
| Azerowie                                                                   | 5.626      |
| Ormianie                                                                   | 5.464      |
| Czuwasze                                                                   | 4.715      |
| Uzbecy                                                                     | 4.215      |
| Maryjczycy                                                                 | 4.121      |
| Tadżycy                                                                    | 3.548      |
| Żydzi                                                                      | 1.860      |
| Cyganie                                                                    | 1.654      |
| Mordwini                                                                   | 1.431      |
| Mołdawianie                                                                | 1.389      |
| Gruzini                                                                    | 1.138      |
| Kirgizi                                                                    | 1.003      |
| Kazachowie                                                                 | 677        |
| Czeczeni                                                                   | 611        |
| Koreańczycy                                                                | 555        |
| Polacy                                                                     | 510        |
| osoby o nieustalonej narodowości lub bez poczucia przynależności narodowej | 119.538    |